# Жакку, Сигизмунд
Сигизмунд Жакку (фр. Sigismond Jaccoud; 29 ноября 1830, Женева — 26 апреля 1913) — французский терапевт.
Медицинское образование получил в парижском медицинском факультете, в 1860 году защитил диссертацию на степень доктора медицины «О патогенных условиях альбуминурии» (фр. «De conditions pathogéniques de l'albuminurie»); в 1862 году получил звание «госпитального врача»; в 1863 году по конкурсу оставлен при парижском медицинском факультете; в 1877 году избран профессором медицинской патологии, а в 1883 году профессором медицинской клиники. В 1877 году стал членом медицинской академии. 
Профессору Жакку принадлежит ряд весьма ценных научных трудов по медицине внутренних органов. Наибольшую известность получило «Traité de pathologie interne».

## Память
- Именем Жакку назван Синдром Жакку (или Симптом Жакку)